# سيليكون غرافيكس
سيليكون غرافيكس (بالإنجليزية: Silicon Graphics, Inc.)‏ هي شركة تصنيع حواسيب عالية الكفاءة وحلول برمجية.
تم تأسيس شركة سيليكون غرافيكس من قبل جيم كلارك في عام 1982، أساساً لتصنيع شاشات عرض الرسوميات الثلاثية الأبعاد.
من أشهر منتجات الشركة حالياً، مكتبة الرسوميات المفتوحة أوبن جي إل.
تم حل الشركة في 2009.

## روابط خارجية
- سيليكون غرافيكس على موقع الموسوعة البريطانية (الإنجليزية)
- سيليكون غرافيكس على موقع ميوزك برينز (الإنجليزية)